# 詹啟賢
詹啟賢（1948年7月9日—），中國國民黨籍政治人物，彰化員林人，現任國光生技董事長，佛教慈濟慈善事業基金會醫療及教育志業決策諮詢委員會主任委員。曾任中國國民黨首席副主席、衛生署署長、228事件紀念基金會董事長。

## 家族
詹啟賢出生於彰化縣員林市的醫生與政治世家，家族成員約有20位醫生。詹啟賢家族中有多位成員從政，包含詹啟賢的哥哥詹啟造擔任過兩屆彰化縣員林鎮長；詹啟賢的四舅陳端堂及其兒媳婦張溫鷹均擔任過前後任的台中市市長。因此詹啟賢在中南部與鄉紳大老及醫界領袖擁有深厚的人脈關係。知名主播詹慶齡則為詹啟賢姪女。

## 政治生涯
2016年12月，國民黨副主席詹啟賢和黨產會協商擬簽訂行政契約，解凍國民黨在永豐銀行的九張支票，發給黨工資遣費和退休金16億元，讓中央黨部繼續租約十年，換取中投、欣裕台移轉國有，但國民黨主席洪秀柱不願簽字而破局。隔年1月詹啟賢主動辭去副主席一職。
2017年1月23日，在台大校友會館召開記者會，正式宣布參選中國國民黨黨主席。最終敗給吳敦義。

## 經歷
- 1980年：美國加州洛杉磯波莫那山谷醫學中心(Pomona Valley Medical Center Hospital)外科主治醫師。
- 1989年：美國加州洛杉磯波莫那山谷醫學中心(Pomona Valley Medical Center Hospital)外科部主任。
- 1989.05：返台
- 1990年：接掌台南逢甲醫院院長。
- 1992年：逢甲醫院更名財團法人奇美醫院，接奇美醫院首任院長。
- 1997年：時任行政院長蕭萬長邀請詹啟賢出任衛生署長。
- 1998年：台灣爆發腸病毒71型大流行，高達140萬名孩童感染、405名併發重症、78名幼童不幸死亡。決定做三件事：成立防疫專責機構疾管署、修訂傳染病防治法及開發國產疫苗。 （页面存档备份，存于）
- 1999年：921大地震指揮災區緊急醫療支援、傳染病防制及災區醫療重建、災民心理重建。 （页面存档备份，存于）

- 2000年：卸任衛生署長，詹啟賢接受時任中華民國總統陳水扁的邀請，出任總統府國策顧問。
- 2000.08：重返奇美醫學中心擔任院長。
- 2004年：2004年總統大選因為發生319槍擊案，詹啟賢擔任奇美醫院院長，遭國民黨強烈砲轟奇美醫院幫助陳水扁製造假傷口，因此捲入這場政治爭議中。
- 2004年：柳營奇美醫院開幕，補足台南溪北地區居民的醫療缺口。

- 2007年：接受蕭萬長的邀請，辭去奇美醫院院長一職，擔任馬蕭競選團隊的執行總幹事。
- 2008.07：接掌國光生技董事長。
- 2008年：獲邀擔任佛教慈濟慈善事業基金會醫療及教育志業決策諮詢委員會主任委員。
- 2009年：全球爆發H1N1 （页面存档备份，存于）新流感疫情，國光生產出一千萬劑H1N1新流感疫苗助台灣防疫。

- 2009年：國防醫學院授予名譽博士學位。
- 2014年：國光生技成立子公司安特羅生物科技股份有限公司，全力開發腸病毒71型疫苗。

- 2017年：宣布參選中國國民黨主席參與2017年中國國民黨主席選舉[7]，其競選辦公室由前澎湖縣長、總統府副秘書長及神腦集團董事長賴峰偉擔任「總監」，以及多次替馬操盤選戰、前國民黨副主席及秘書長詹春柏擔任競選「總顧問」。
- 2017年：國光四價流感疫苗取得台灣藥證。
- 2023年：安特羅腸病毒71型疫苗取得台灣藥證。